# Gavin Friday

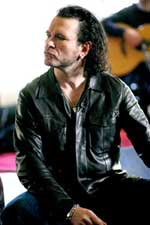
Gavin Friday im Dezember 2004 in Dingle (Irland)

Gavin Friday (* 8. Oktober 1959 als Fionan Hanvey in Dublin) ist ein irischer Sänger, Songwriter, Komponist und Maler. Er war ein Gründungsmitglied der Post-Punk-Gruppe Virgin Prunes und hat mehrere Soloalben und Soundtracks aufgenommen.

## Leben
Nachdem Friday die Virgin Prunes 1985 verlassen hatte, konzentrierte er sich zunächst mehr auf die Malerei und präsentierte 1987 in der Hendricks Gallery in Dublin unter dem Titel I Didn't Come Up The Liffey In A Bubble eine erste Ausstellung von Gemälden. 1985 hatte er seinen seither langjährigen musikalischen Partner Maurice Seezer (* 1960 in Dublin) kennengelernt, der an der Royal Academy of Music Piano, Cello und Harmonielehre studiert hatte und zum Zeitpunkt der ersten Begegnung mit Friday das Trinity College in Dublin besuchte, um dort die Bibel zu studieren. Nebenher spielte er Klavier in Bars und dirigierte die Sänger des Colleges.
1987 kehrte Friday an der Seite von Maurice Seezer als „Zeremonienmeister“ eines selbstgeschriebenen Friday night cabaret mit dem Titel Blue Jaysus in die musikalische Öffentlichkeit zurück. Zusätzlich begannen sie mit der Aufnahme von Demomaterial, mit dem sie bei Island Records Aufmerksamkeit erwecken konnten und spielten im Oktober 1987 ihren ersten gemeinsamen Gig auf einer AIDS-Benefiz-Veranstaltung in Dublin. 1988 unterschrieben sie einen Vertrag bei Island und nahmen zwischen April und Juli 1988 in den RPM studios in Greenwich Village, New York das von der Kritik begeistert aufgenommene Debütalbum Each Man Kills The Thing He Loves auf, auf dem so bekannte Musiker wie Marc Ribot, Michael Blair, Fernando Saunders und Bill Frisell zu hören sind. Produziert wurde das Werk von Hal Willner. Die weitere Zusammenarbeit der beiden ist dokumentiert auf den Alben Adam'n'Eve und Shag Tobacco. Gemeinsam schrieben sie auch Filmmusik, unter anderem für In the Name of the Father, The Boxer, Disco Pigs, Short Cuts, Romeo and Juliet und In America. Als weitere Bühnenshow inszenierten sie die Kurt Weill Extravaganza … „ICH LIEBE DICH“.
Er war auch bei einigen Alben von Coil beteiligt.
2005 übernahm er eine kleine Nebenrolle in „Breakfast on Pluto“, der Verfilmung des Romans des irischen Schriftstellers Patrick McCabe.
Seit seiner Jugend ist er mit Bono befreundet, der in Dublin in derselben Straße aufwuchs. Bei den Aufnahmen von The Joshua Tree riet er der Band U2, das Arrangement von With or Without You zu ändern, und rettete damit den Song, der bereits im Mülleimer gelandet war. Friday ist katholisch und homosexuell.

## Diskografie

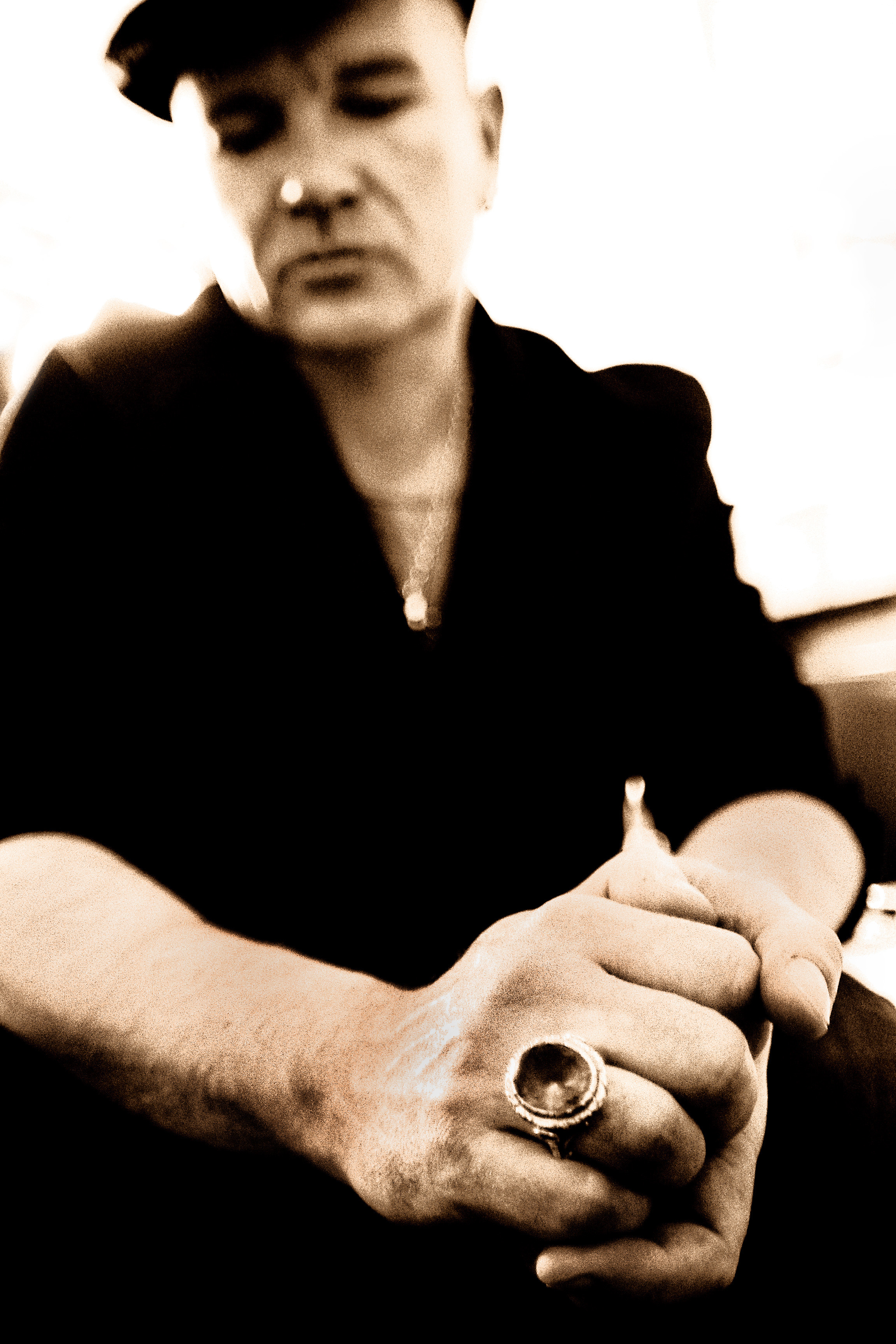
Gavin Friday

### Studioalben
- 1989: Each Man Kills the Thing He Loves (als GAVIN FRIDAY and the MAN SEEZER)
- 1992: Adam 'n' Eve
- 1995: Shag Tobacco
- 2002: Peter and the Wolf
- 2011: Catholic
- 2024: Ecce Homo

### Singles
- 1987: You Can't Always Get What You Want
- 1990: Man of Misfortune
- 1992: I Want to Live
- 1992: King of Trash
- 1993. Falling off the Edge of the World
- 1994: You Made Me the Thief of Your Heart
- 1994: In the Name of the Father
- 1995: Angel
- 1996: You, Me and World War III

### Beiträge für Soundtracks
- 1990: Bad Influence
- 1993: Short Cuts
- 1993: Im Namen des Vaters
- 1996: Romeo and Juliet
- 1997: Der Boxer
- 2001: Moulin Rouge
- 2002: In America

### Scores
- 1996: Angel Baby
- 1997: Der Boxer
- 2003: In America
- 2005: Get Rich or Die Tryin'